# جين فيريس
جين فيريس (بالإنجليزية: Jean Ferris)‏ (14 يناير 1939 - 30 أكتوبر 2015)؛ كاتِبة مُتخصِّصة في أدب الأطفال وروائية أمريكية.